# Like Mike
Like Mike es una película estadounidense estrenada en los cines el 3 de julio de 2002.

## Argumento
Calvin (Lil' Bow Wow), Murph (Jonathan Lipnicki) y Reg (Brenda Song) son un trío de niños que viven en un orfanato. El codicioso director del orfanato, Stan Bittleman (Crispin Glover), hace vender chocolates después de cada partido de la NBA. Todo cambia cuando Calvin encuentra unos viejos zapatos usados en los que está inscrito MJ por lo cual, Calvin cree que eran de Michael Jordan.

## Reparto
| - Bow Wow como Calvin Cambridge - Jonathan Lipnicki como Murph - Brenda Song como Reg Stevens - Morris Chestnut como Tracy Reynolds - Eugene Levy como Frank Bernard - Crispin Glover como Stan Bittleman - Jesse Plemons como Ox - Robert Forster como Coach Wagner - Julius Ritter como Marlon - Anne Meara como Sister Theresa - Fred Armisen como New Age Dad - Julie Brown como New Age Mom - Vanessa Williams como Pharmacist - Jimmy Kimmel como Client in Commercial - John Marshall Jones como NBA Player - Reginald VelJohnson como Mr. Boyd - Valarie Pettiford como Mrs. Boyd - Reggie Theus and Geoff Witcher como the Knights Announcers - Roger Morrissey como Marvin Joad | - Vince Carter - Michael Finley - Steve Francis - Allen Iverson - Jason Kidd - Desmond Mason - Alonzo Mourning - Tracy McGrady - Steve Nash - Dirk Nowitzki - Gary Payton - Jason Richardson - David Robinson - Gerald Wallace - Rasheed Wallace - Chris Webber - Tom Tolbert - Hannah Storm - Ahmad Rashād - Kenny Mayne - Rich Eisen - Pat Croce |

## Doblaje
| Personaje         | Actor de doblaje      | Actor de redoblaje    |
| ----------------- | --------------------- | --------------------- |
| Calvin Cambridge  | José Gilberto Vilchis | Arturo Castañeda      |
| Murph             | Azucena Martínez      | Diego Armando Ángeles |
| Ox                | Jesús Barrero         | Héctor Emmanuel Gómez |
| Tracy Reynolds    | Ricardo Tejedo        | Víctor Covarrubias    |
| Reg Stevens       | Adriana Rodríguez     | Alondra Hidalgo       |
| Frank Bernard     | Bernardo Rodríguez    | Herman López          |
| Julius Ritter     | ¿?                    | Iván Ramírez          |
| Stan Bittleman    | Ernesto Lezama        | Eduardo Giaccardi     |
| Entrenador Wagner | ¿?                    | Paco Mauri            |
| Henderson         | ¿?                    | Víctor Hugo Aguilar   |
| Marvin Joad       | ¿?                    | Gerardo Vásquez       |
| Hermana Theresa   | Patricia Mainou       | Magda Giner           |

- Datos: Q1752897